# Viševek
Viševek este o localitate din comuna Loška dolina, Slovenia, cu o populație de 155 de locuitori.